# Штівельман Юхим Вікторович
Юхим Вікторович Штівельман (нар. 2 грудня 1923, Муровані Курилівці) — український майстер художньої кераміки; член Спілки художників України.

## Біографія
Народився 2 грудня 1923 в Мурованих Курилівцях (тепер селище міського типу Вінницької області, Україна). Брав участь у німецько-радянській війні. Нагороджений орденом Вітчизняної війни ІІ ступеня (23 грудня 1985). 1950 року закінчив Одеське художнє училище (педагоги Михайло Жук, Олександр Постель).
Брав участь у всеукраїнських  виставках з 1951 року, зарубіжних з 1949 року. Жив в Одесі в будинку на вулиці Пушкінській, 52, квартира 4.

## Творчість
Працював в галузі декоративного мистецтва (художня кераміка) та монументально-декоративного живопису. Твори:
- сервізи «Червоний» (1950); «Український» (1951);
- декоративні тарілки «Ювілейна» (1960); «Катерина» (1961);
- мозаїчні панно:
  - у ресторані «Море» в Одесі (1963);
  - в Палаці одруження (1969, у співавторстві з Гентрієттою Кармалюк та Іллею Шенкером).